# Julius Heinrich (Sachsen-Lauenburg)

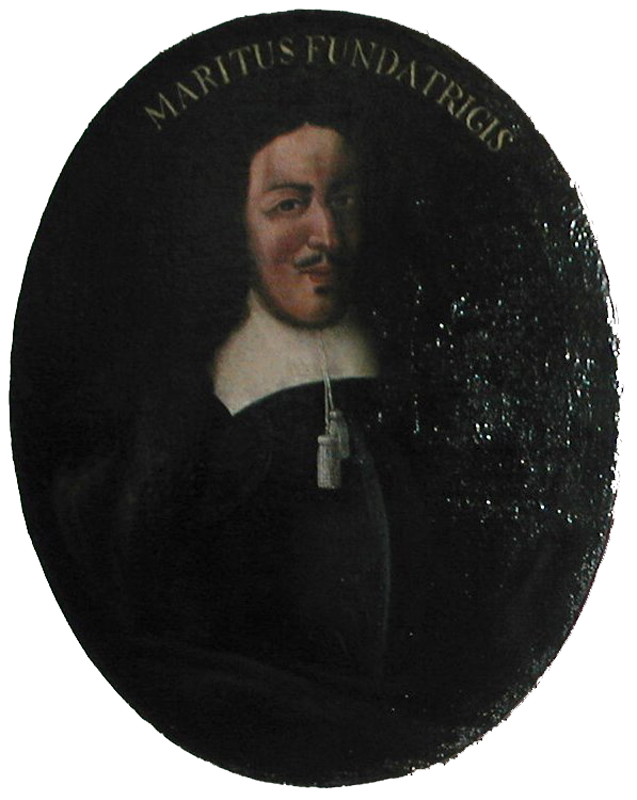
Herzog Julius Heinrich von Sachsen-Lauenburg

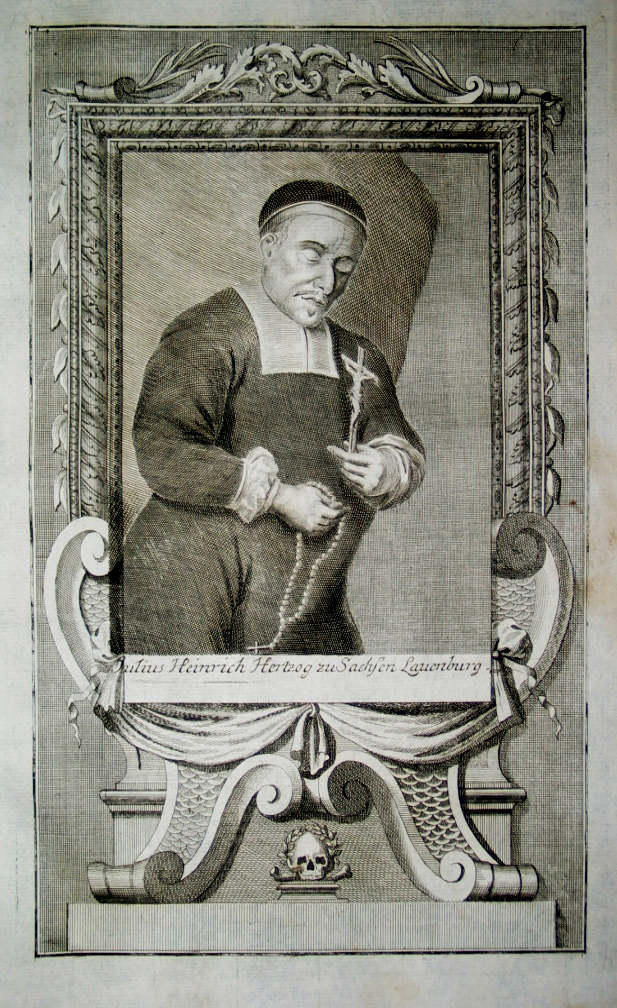
Julius Heinrich auf dem Totenbett mit Rosenkranz und Kruzifix, aus den Annales Ferdinandei

Julius Heinrich von Sachsen-Lauenburg (* 9. April 1586 in Wolfenbüttel; † 20. November 1665 in Prag) war von 1656 bis 1665 Herzog von Sachsen-Lauenburg aus dem Hause der Askanier und kaiserlicher Feldmarschall.

## Leben
Julius Heinrich war ein Sohn des Herzogs Franz II. von Sachsen-Lauenburg (1547–1619) aus dessen zweiter Ehe mit Maria (1566–1626), Tochter des Herzogs Julius von Braunschweig-Wolfenbüttel. Julius Heinrich wurde an der Universität Tübingen ausgebildet und trat danach für kurze Zeit in die Dienste des schwedischen Königs Gustav II. In Erwartung des Bistums Osnabrück konvertierte er schon in seiner Jugendzeit zum Katholizismus.
Später in kaiserlichen Diensten, befehligte Julius Heinrich 1617 ein Regiment gegen die Republik Venedig, dann ein Regiment in Ungarn. Julius August nahm an der Schlacht am Weißen Berg teil. Als Kammerherr Kaiser Ferdinands II. wurde er als Gesandter an den dänischen Hof Christians IV. geschickt. 1619 stiftete er gemeinsam mit dem Grafen von Altheim und dem Herzog von Nevers den Ritterorden von der Empfängnis Mariä, der 1624 päpstlich bestätigt wurde.
Im Jahr 1623 erhielt Julius Heinrich durch den Kaiser die böhmische Herrschaft Schlackenwerth. In Schlackenwerth ließ Julius Heinrich ein luxuriöses Schloss mit Park anlegen, das zu seiner ständigen Residenz wurde. Im Jahr 1629 erhielt er den Oberbefehl über die kaiserlichen Truppen in Polen und verhandelte 1632 einen Friedensschluss mit dem Kurfürsten von Sachsen. Julius Heinrich galt als Vertrauter und enger Freund Wallensteins und geriet in Verdacht, diesen bei seinen Plänen zum Abfall vom Kaiser und Übergang auf die schwedische Seite zu unterstützen. Er begleitete Wallenstein 1634 nach Eger, wo dieser ermordet wurde. Danach wurde Julius Heinrich verhaftet und in Wien eingekerkert, der kaiserlichen Kommission konnte er sich durch seinen Stand als Reichsfürst entziehen und wurde nach dem Frieden von Prag aus der Haft entlassen, sein kaiserliches Regiment musste er allerdings an Albert Gaston Spinola von Bruay abtreten.
Nach dem Tod Ferdinands II. erschien er wieder bei Hof in Wien und wurde von Ferdinand III. auf mehrere diplomatische Missionen geschickt. Bei den Verhandlungen zum Westfälischen Frieden gelang Julius August 1648 der Erwerb des Hochstifts Ratzeburg, dessen Bischöfe nach der Reformation meist aus dem Haus Mecklenburg gestammt hatten.
Im Jahr 1656 folgte Julius Heinrich seinem älteren Halbbruder August als Herzog von Sachsen-Lauenburg. Beim Regierungsantritt bestätigte er die Privilegien der Ritter- und Landschaft. 1658 verbot er alle Verpfändung und Veräußerung von Lehen. Mit Hamburg und Lübeck war Julius Heinrich in Grenzstreitigkeiten verwickelt. In seinen Diensten diente als Aufseher der Hofapotheke der Alchimist und Glasmacher Johannes Kunckel. Im Jahr 1663 erwarb er die böhmische Herrschaft Ploschkowitz.
Unter dem Gesellschaftsnamen Der Glückhafte wurde er als Mitglied in die literarische Fruchtbringende Gesellschaft aufgenommen.
Julius Heinrich starb an Altersschwäche in Prag und wurde in Schlackenwerth bestattet.

## Ehen und Nachkommen
Julius Heinrich war dreimal verheiratet. Seine erste Ehe schloss er am 7. März 1617 in Grabow mit der über zwanzig Jahre älteren, schon zweimal verwitweten Anna (1562–1621), Tochter des Fürsten Edzard II. von Ostfriesland. Diese Ehe blieb kinderlos.
Seine zweite Ehefrau wurde am 27. Februar 1628 in Theusing Elisabeth Sophie (1589–1629), Tochter des Kurfürsten Johann Georg von Brandenburg, mit der er einen Sohn hatte:
- Franz Erdmann (1629–1666), Herzog von Sachsen-Lauenburg ⚭ 1654 Prinzessin Sibylle Hedwig von Sachsen-Lauenburg (1625–1703)

In dritter Ehe vermählte er sich am 18. August 1632 in Wien mit der Witwe Anna Magdalene Kolowrat-Nowohradsky († 1668), Tochter des Freiherren Wilhelm Popel von Lobkowitz, die ihm bedeutende böhmische Güter, darunter Reichstadt, zubrachte. Mit ihr hatte er folgende Kinder:
- Julius Heinrich (1633–1634)
- Franziska (*/† 1634)
- Maria Benigna Franziska (1635–1701) ⚭ 1651 Fürst Ottavio Piccolomini, Herzog von Amalfi (1599–1656), ursprünglich Freund Wallensteins, der dann dessen Absetzung und Ermordung betrieb
- Franz Wilhelm (*/† 1639)
- Franziska Elisabeth (*/† 1640)
- Julius Franz (1641–1689), Herzog von Sachsen-Lauenburg ⚭ 1668 Pfalzgräfin Hedwig von Sulzbach (1650–1681)

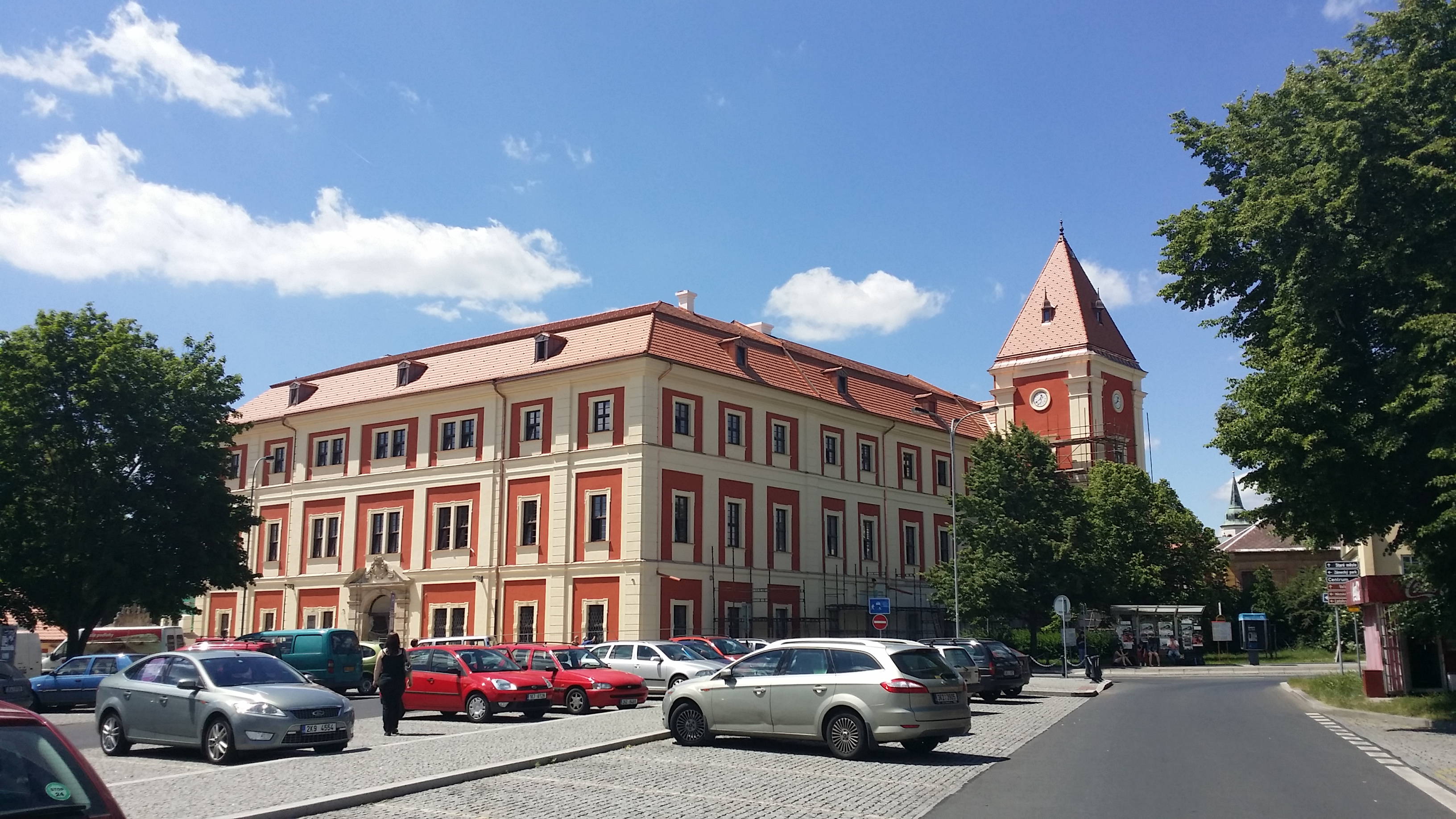
Schloss Schlackenwerth
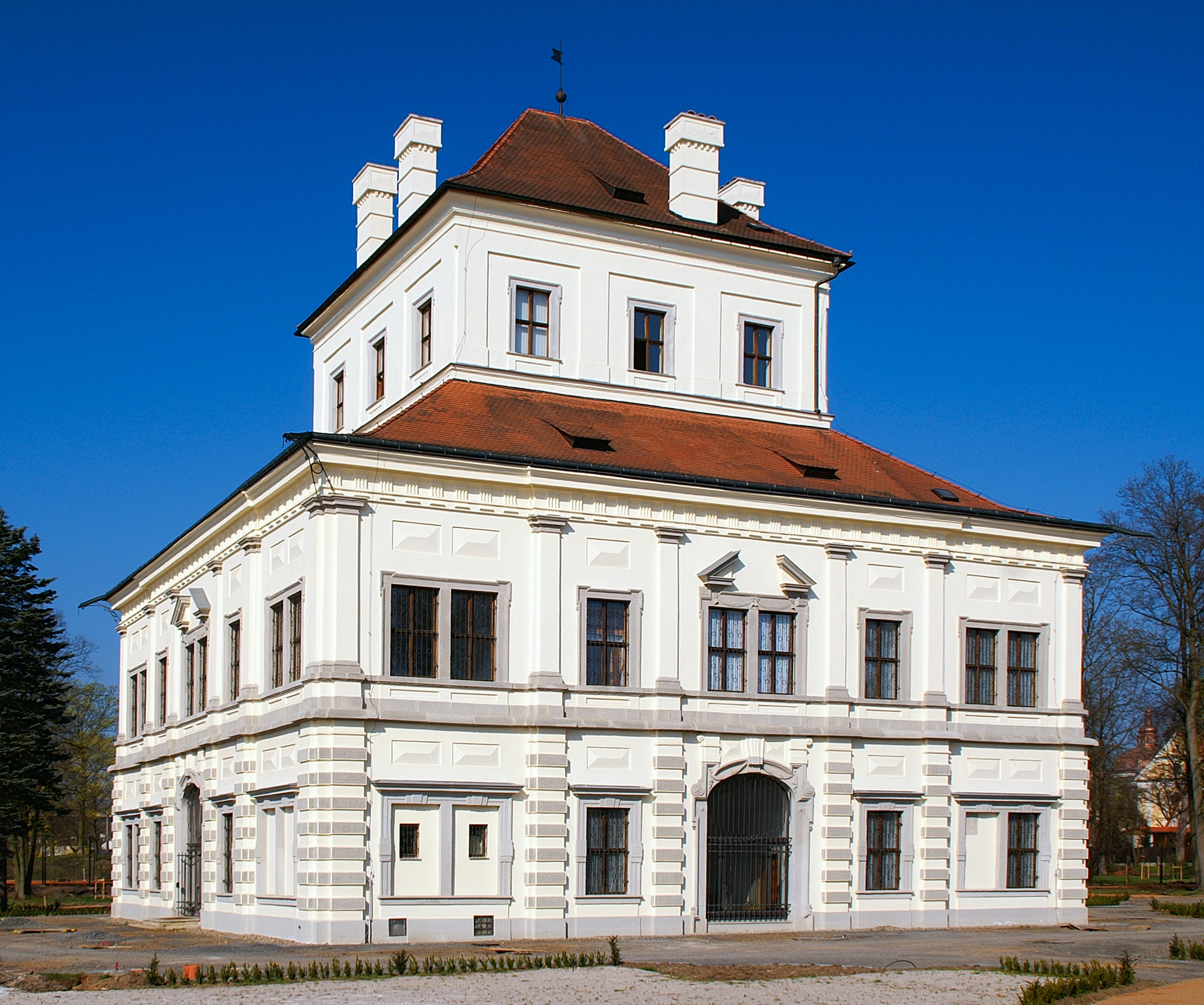
Weißes Schloss
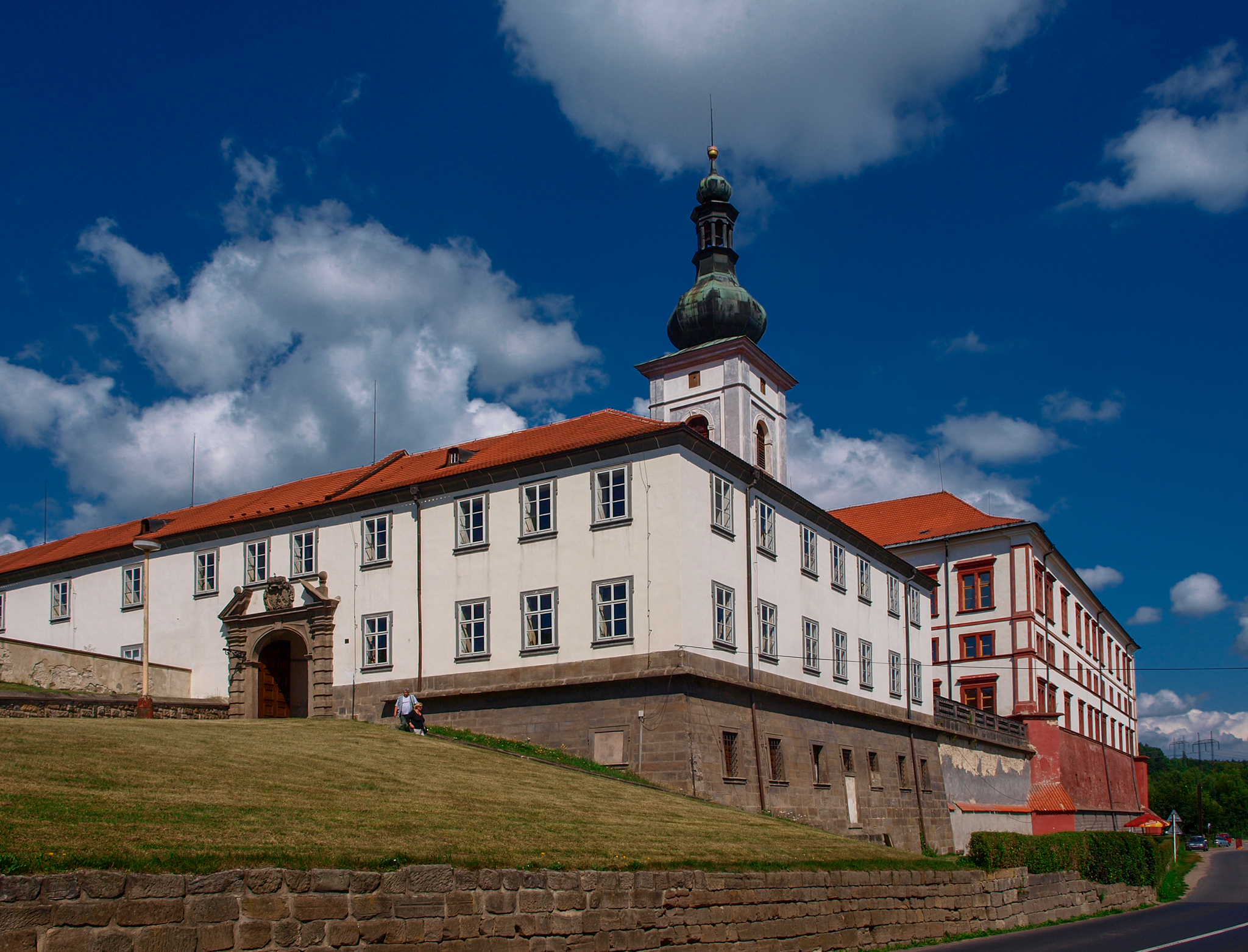
Schloss Reichstadt